# Tanja Bipp
Tanja Bipp (* 1975 in Karlsruhe) ist eine deutsche Psychologin und Professorin  an der Universität Heidelberg, wo sie das Institut für Arbeits- und Organisationspsychologie leitet.

## Akademischer Werdegang
Bipp absolvierte 2001 ihr Diplom in Psychologie an der Universität Mannheim. 2006 promovierte sie an der Technischen Universität Dortmund. Ihre Dissertation trug den Titel „Persönlichkeit – Ziele – Leistung: Der Einfluss der Big Five Persönlichkeitseigenschaften auf das zielbezogene Leistungshandeln“. Im Anschluss an ihre Promotion war sie von 2007 bis 2012 als Assistant Professor für Arbeits- und Organisationspsychologie an der Technischen Universität Eindhoven tätig. Von 2012 bis 2015 folgte eine Position als Associate Professor an der Open Universiteit Nederland. Im Jahr 2015 übernahm sie die Professur für Arbeits-, Betriebs- und Organisationspsychologie an der Universität Würzburg.
Seit April 2020 ist sie Professorin für Arbeits- und Organisationspsychologie an der Universität Heidelberg.

## Arbeits- und Forschungsschwerpunkte
Tanja Bipp forscht in der Arbeits- und Organisationspsychologie mit Schwerpunkten auf Arbeitsmotivation, dem Effekt von Zielen, sowie der Persönlichkeit und Leistung im akademischen und beruflichen Kontext. Weitere Forschungsfelder umfassen die angewandte Diagnostik im Arbeitsleben, Arbeitsgestaltung und Job Crafting, sowie den Zusammenhang von Arbeit und Gesundheit, insbesondere die Rolle personeller Ressourcen.

## Mitgliedschaften
- Deutsche Gesellschaft für Psychologie (DGPs); Fachgruppen: Differentielle Psychologie, Persönlichkeitspsychologie und Psychologische Diagnostik &  Arbeits-, Organisations- und Wirtschaftspsychologie
- European Association of Work and Organizational Psychology (EAWOP)
- Academy of Management (AoM)
- Society of Industrial and Organizational Psychology (SIOP)

## Schriften (Auswahl)
- 2005: gemeinsam mit Uwe Kleinbeck: Wirkungen von Zielen. In: Regina Vollmeyer, Joachim Brunstein (Hrsg.): Motivationspsychologie und ihre Anwendung. Kohlhammer Verlag, Stuttgart 2022, S. 151–166, ISBN 978-3-17-028008-3.
- 2011: Eignungsdiagnostik. In: Klaus-Peter Horn, Heidemarie Kemnitz, Winfried Marotzki, Uwe Sandfuchs (Hrsg.): Klinkhardt Lexikon Erziehungswissenschaft (KLE). Klinkhardt UTB, Bad Heilbrunn 2011, S. 295–296, ISBN 978-3825284688.
- 2022: herausgegeben mit Andrea Beinicke: Strategische Personalentwicklung. Springer Berlin, Heidelberg 2022, ISBN 978-3-662-65969-4.
- 2022: gemeinsam mit Hannes Zacher: Individual differences at work. In: Hannes Zacher, Nale Lehmann-Willenbrock (Hrsg.): Work, Organizational, and Business Psychology. Kohlhammer Verlag, Stuttgart 2022, S. 63–77, ISBN 978-3-17-037579-6.